# Ööriku
Ööriku (Duits: Oerike) is een plaats in de Estlandse gemeente Saaremaa, provincie Saaremaa. De plaats heeft de status van dorp (Estisch: küla) en telt 5 inwoners (2021).
Tot in oktober 2017 lag Ööriku in de gemeente Orissaare. In die maand werd Orissaare bij de fusiegemeente Saaremaa gevoegd.

## Geschiedenis
Ööriku werd voor het eerst genoemd in 1731 onder de naam Erick. De nederzetting lag deels op het landgoed van Maasi, deels op dat van Taaliku. In 1997 werd Ööriku bij het buurdorp Taaliku gevoegd; in 1997 werd het weer een zelfstandig dorp.
In 1873 kreeg Ööriku een orthodoxe kerk, de Püha Kolmainu kirik (Kerk van de Heilige Drievuldigheid). In 1900 werd de kerk uitgebreid en kreeg ze een klokkentoren. De kerk behoort toe aan de Estische Apostolisch-Orthodoxe Kerk. Ööriku heeft ook een orthodox kerkhof.
In 2009 werd in Ööriku een klein orthodox nonnenklooster ingewijd. Wegens een conflict over de eigendomsrechten op de grond verhuisde het echter in 2012 naar Reo, waar een voormalige priesterwoning voor de nonnen werd verbouwd.

## Foto's

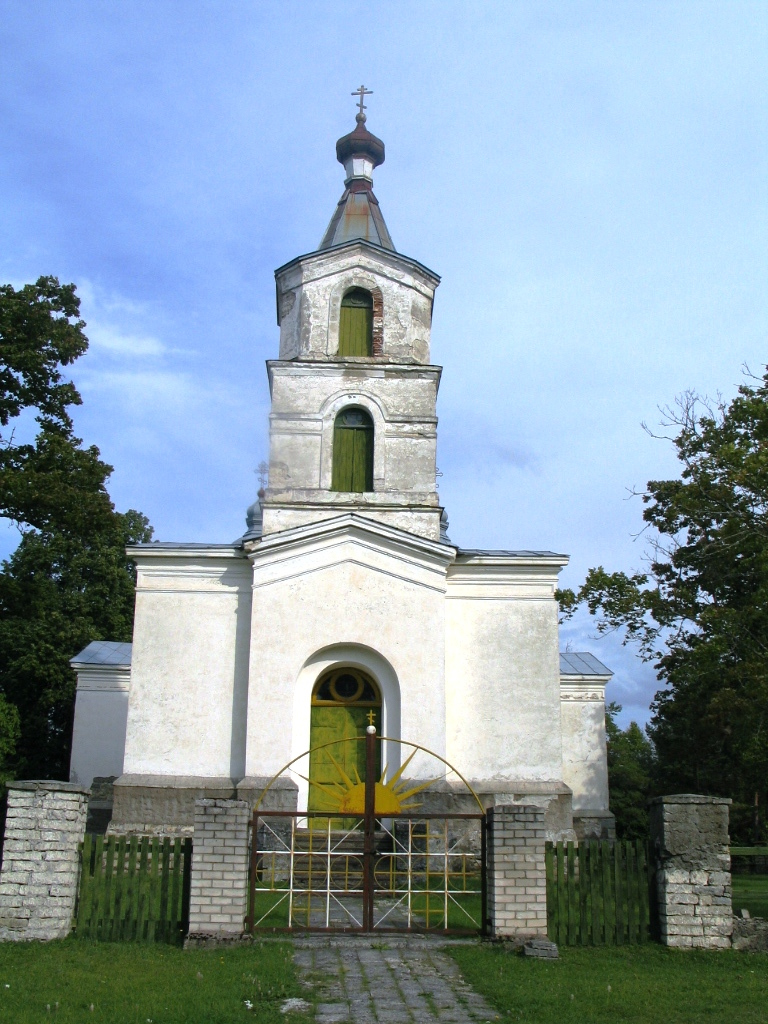
Orthodoxe kerk van Ööriku
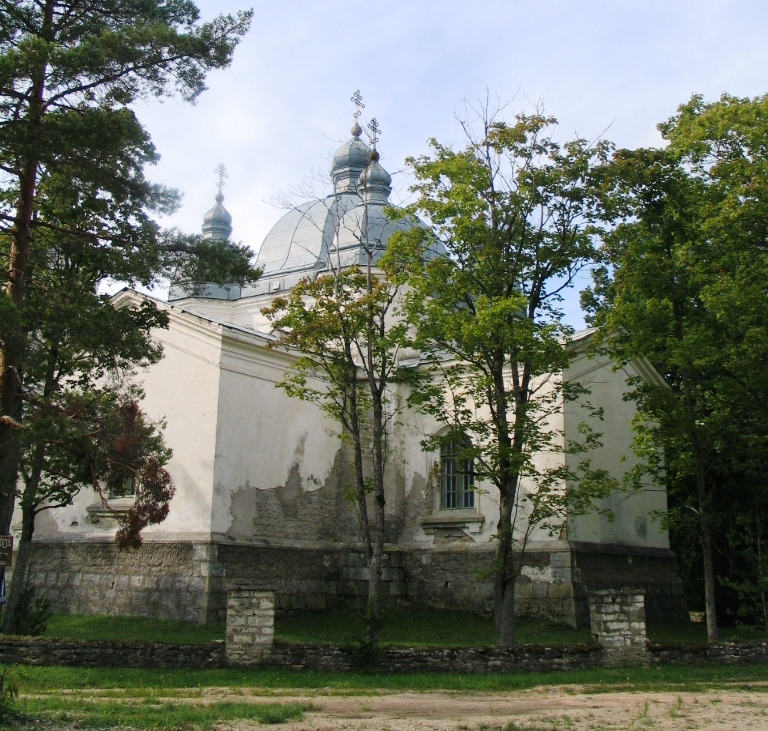
Achtergevel van de kerk
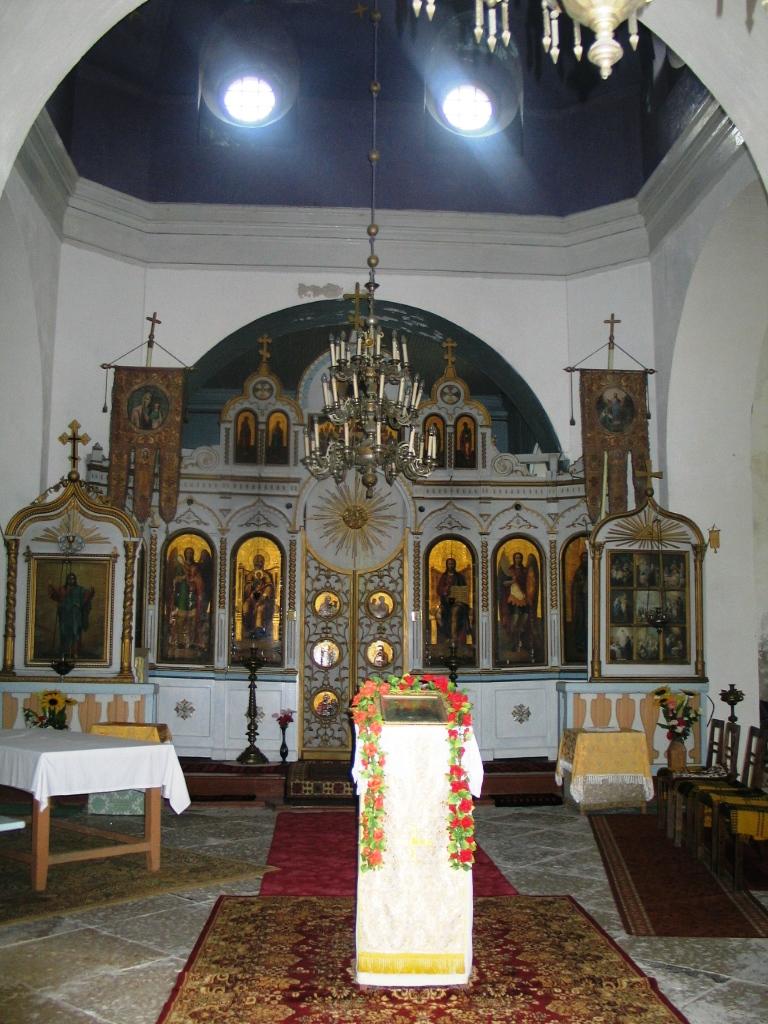
Iconostase
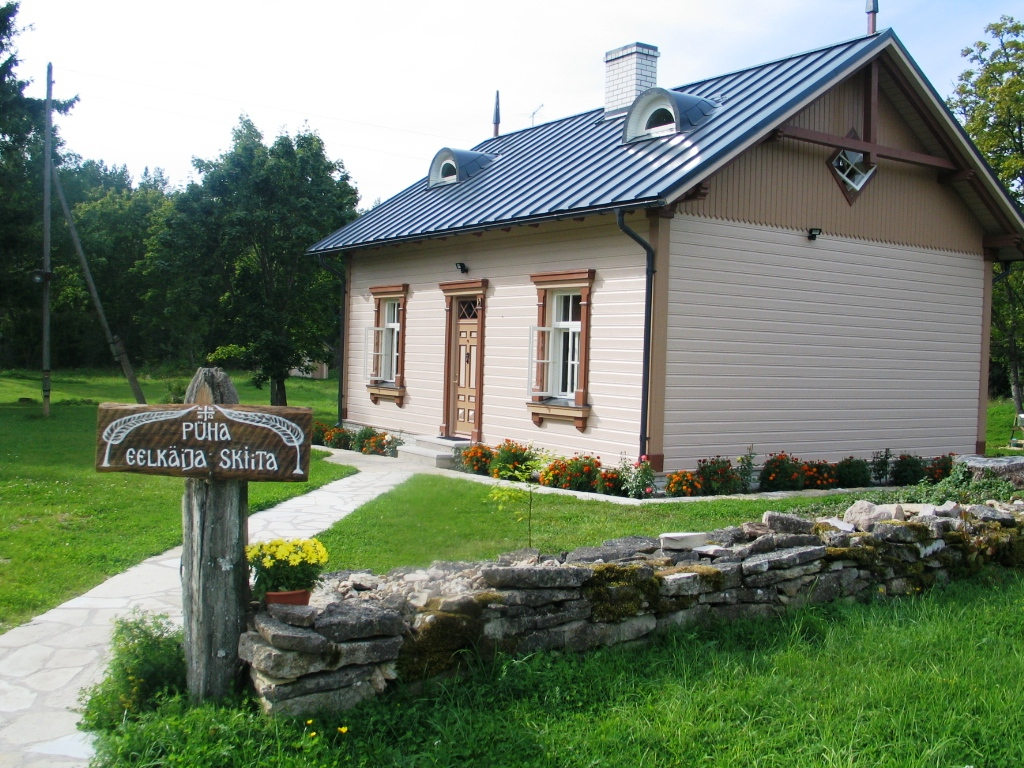
Nonnenklooster van Ööriku (2009)